# 베가 (기업)
베가(독일어: Württembergische Radio-Gesellschaft mbH, WEGA)는 1923년 설립된 독일의 전자회사이다. 1975년 소니에서 인수했다. 1980년 Sony-Wega Produtkions GmbH로 회사 명칭이 변경되었고 소니의 독일 자회사였다. 80년대 중반 소니에서는 회사를 소멸하고 WEGA를 브랜드화하여 독일에서만 한정적으로 사용했으나 1998년부터 자사 트리니트론 TV모델에 WEGA 브랜드를 사용하여 전 세계로 확장하였다. 2005년 소니의 새로운 액정텔레비전 브랜드 BRAVIA가 공개되면서 2005년에 철수되고 말았다.

## 같이 보기
- 소니
- BRAVIA